# 1207 Ostenia
1207 Ostenia è un asteroide della fascia principale del diametro medio di circa 22,93 km. Scoperto nel 1931, presenta un'orbita caratterizzata da un semiasse maggiore pari a 3,0205097 UA e da un'eccentricità di 0,0896776, inclinata di 10,36623° rispetto all'eclittica.
Il suo nome è in onore dell'astronomo tedesco Hans Osten.